# Rolf Armstrong
Pour les articles homonymes, voir Armstrong.

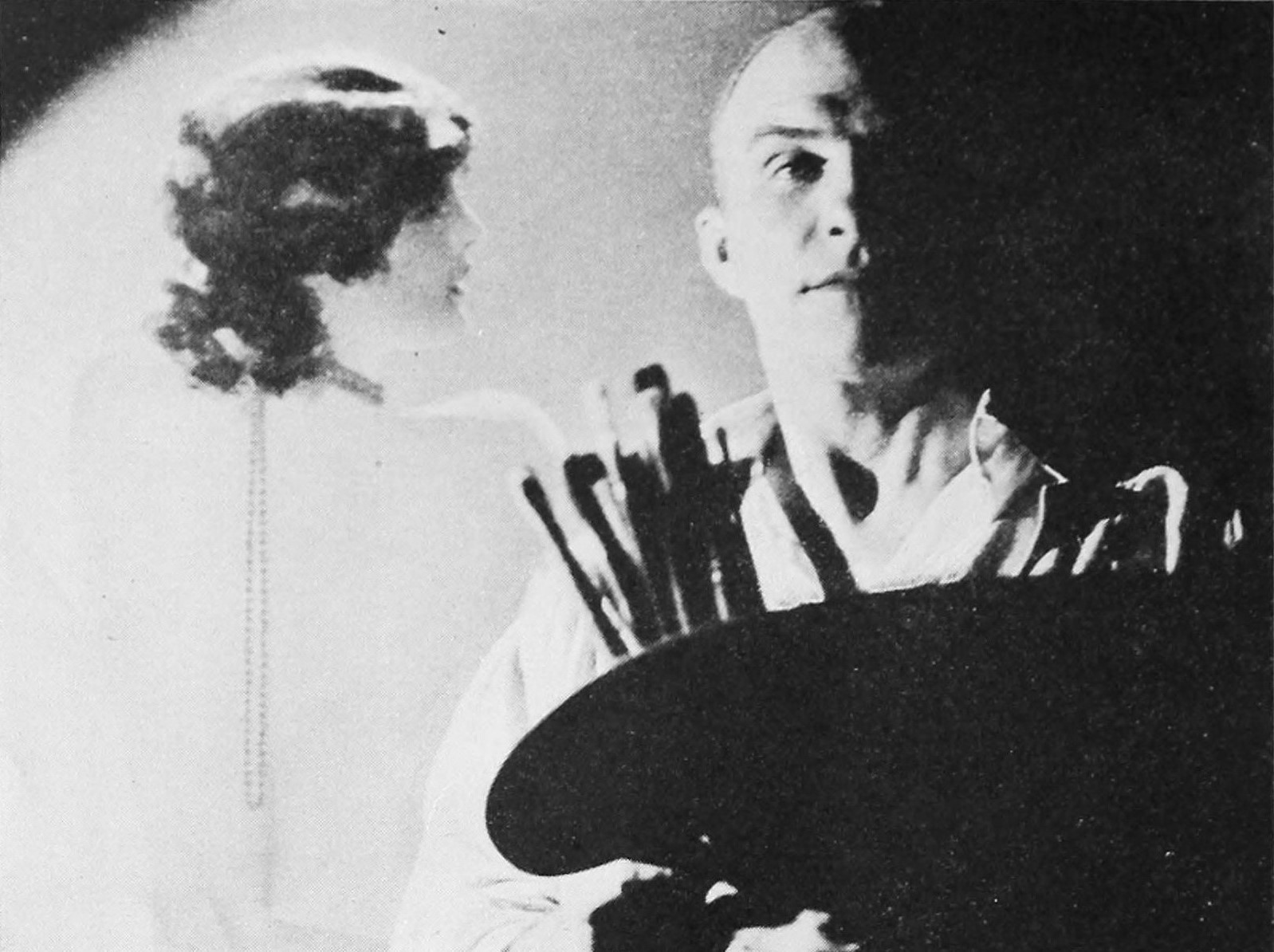
Armstrong dans son studio, avec un de son ainsi nommé "Armstrong Girls." (1930)

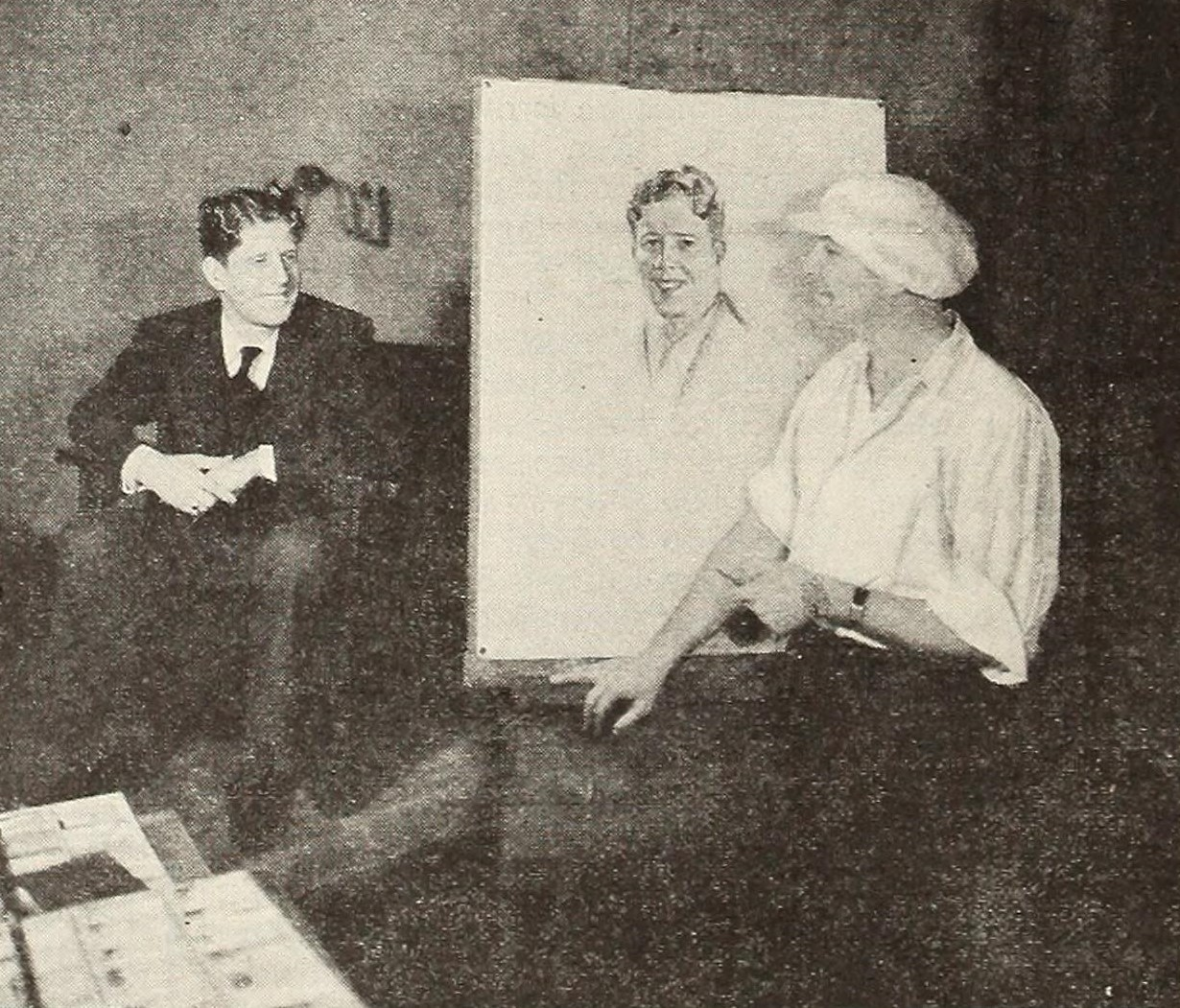
Armstrong faire de la peinture Rudy Vallée. (1930)

Rolf Armstrong, né le 21 avril 1889 à Bay City (Michigan) et mort le 22 février 1960 à Oahu (archipel d'Hawaï), est un peintre américain connu pour ses pin-ups et ses portraits féminins en couverture du magazines Photoplay.

## Collaborations
- Metropolitan
- Photoplay
- Pictorial Review
- RCA
- Screenland Magazine
- Woman's Home Companion

## Gallery

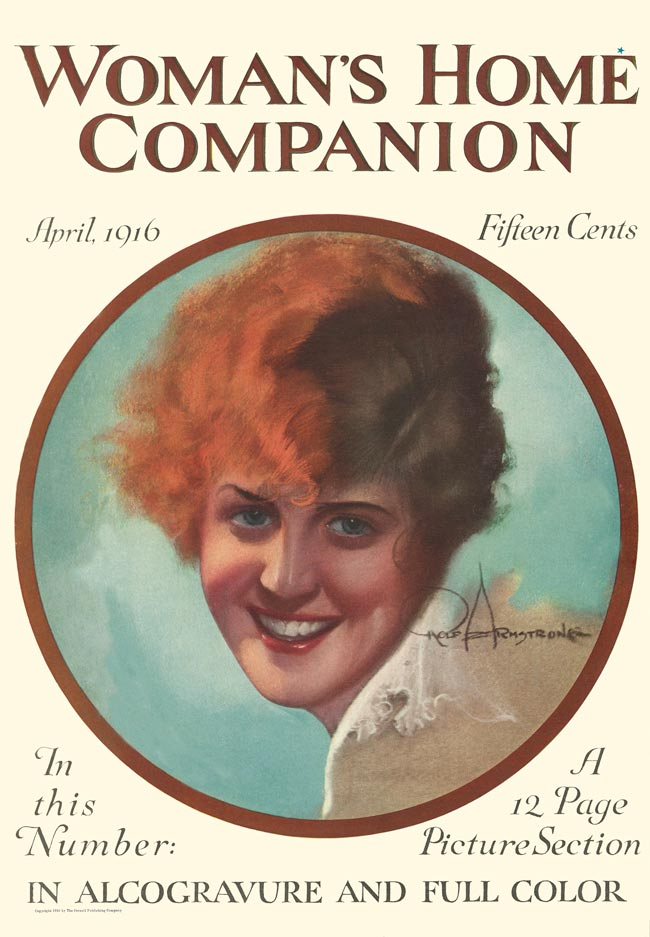
Woman's Home Companion, avril 1916
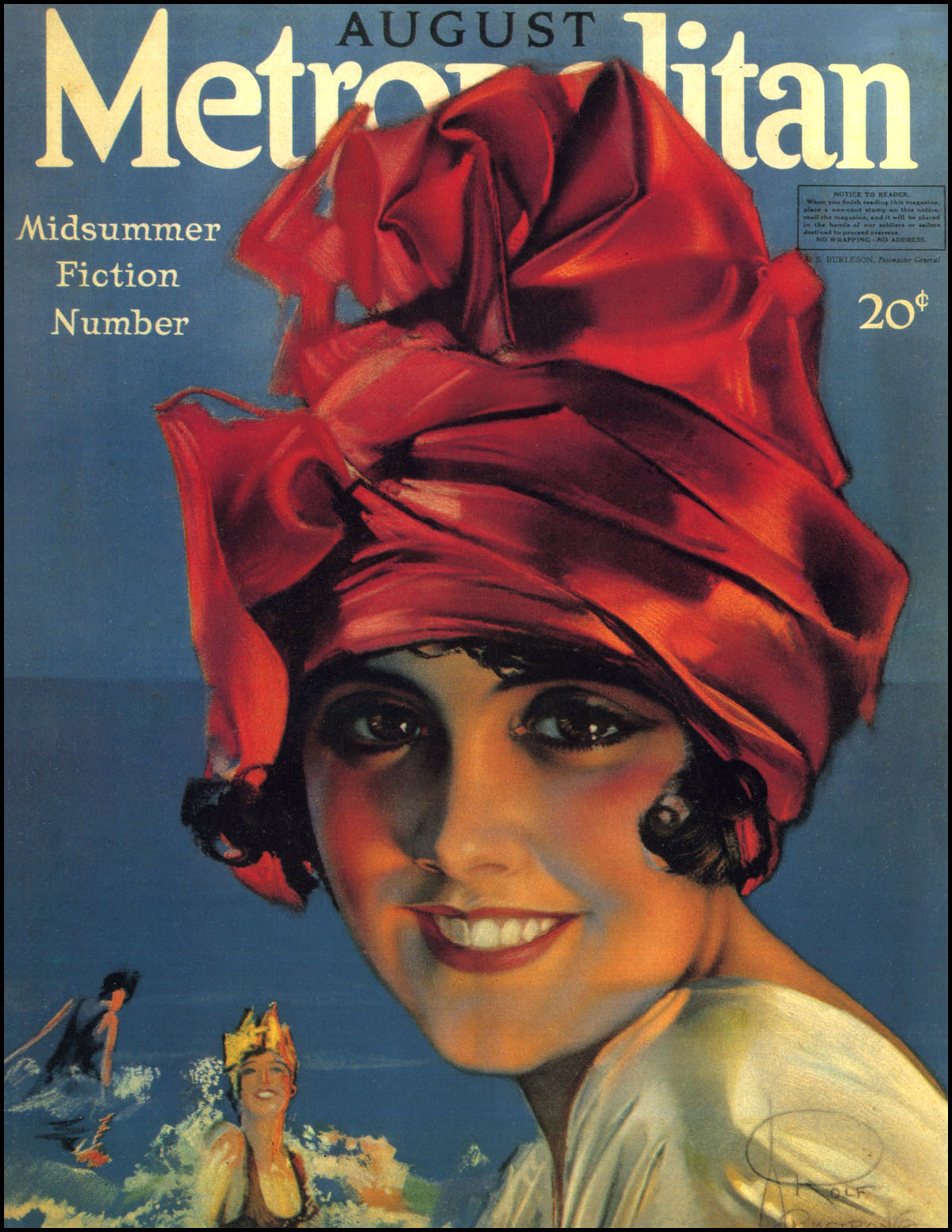
Metropolitan, août 1918
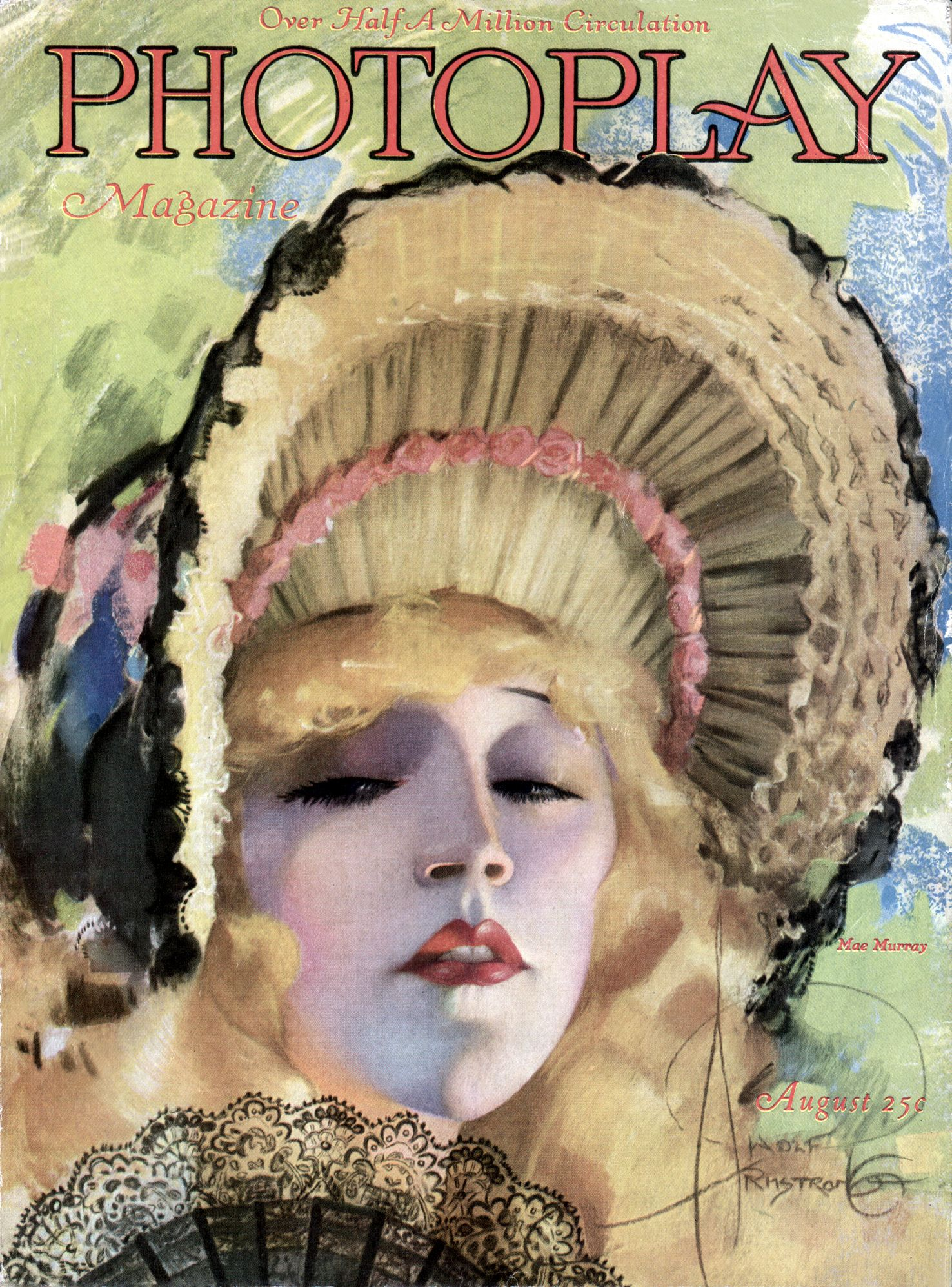
Mae Murray, Photoplay, août 1918
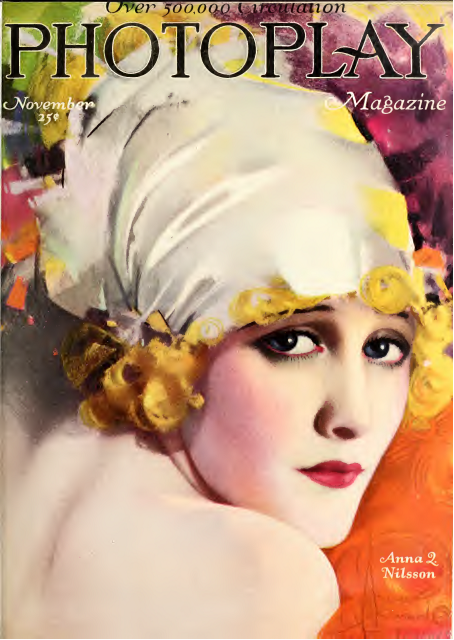
Anna Q. Nilsson, Photoplay, novembre 1918
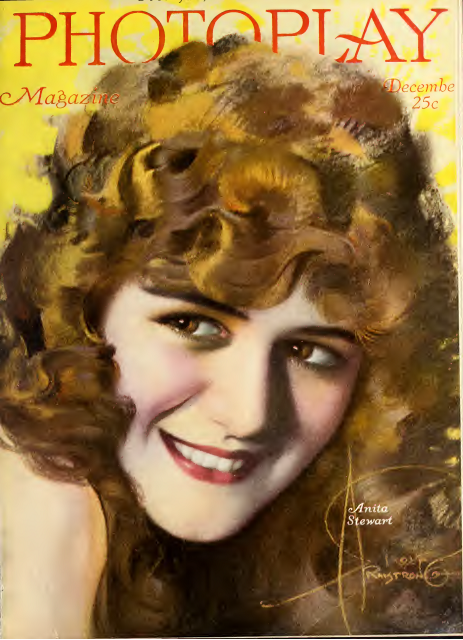
Anita Stewart, Photoplay, décembre 1918
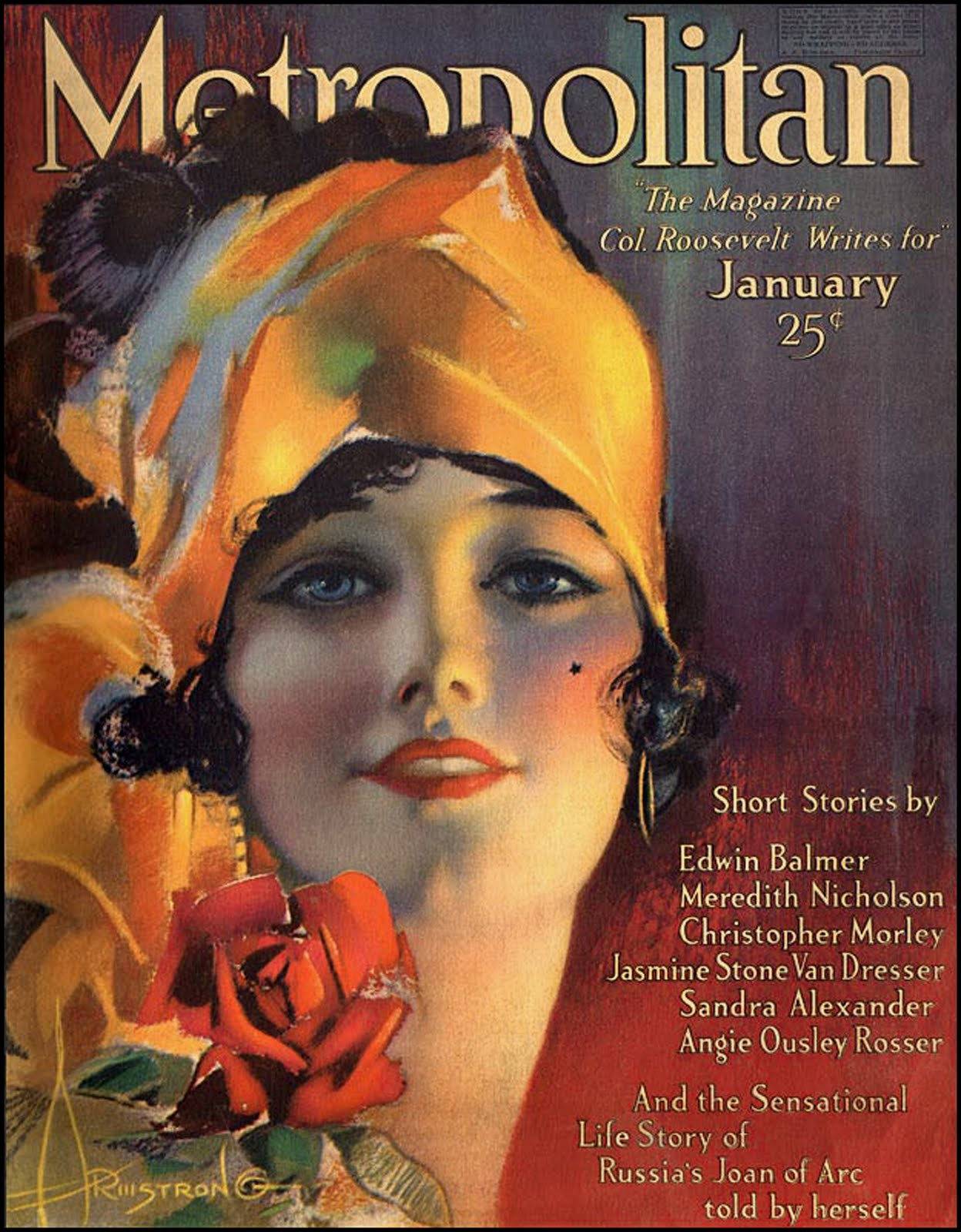
Metropolitan, janvier 1919
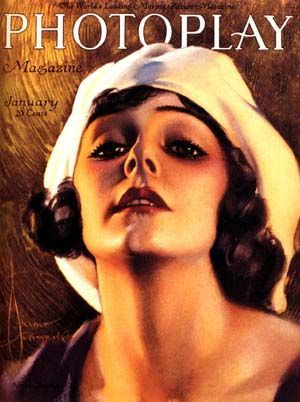
Norma Talmadge, Photoplay, janvier 1920
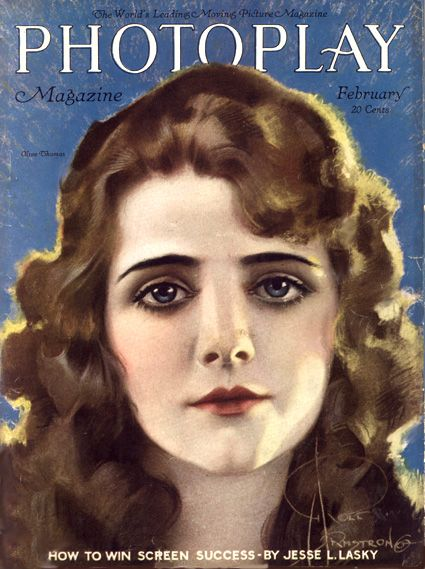
Olive Thomas, Photoplay, février 1920
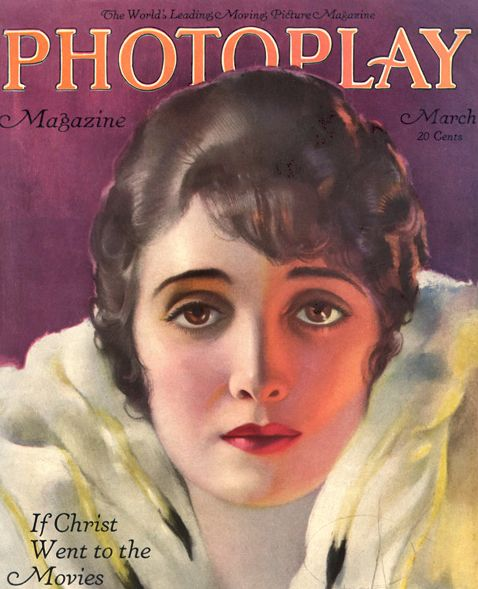
Alice Joyce, Photoplay, mars 1920
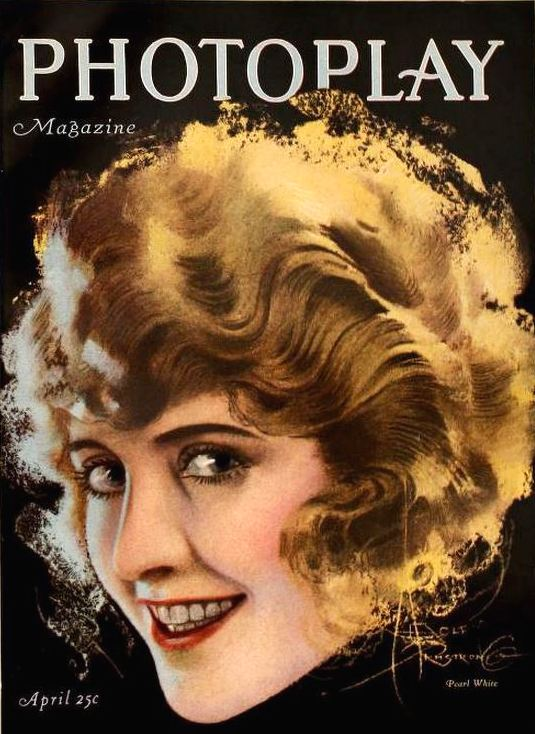
Pearl White, Photoplay, avril 1920
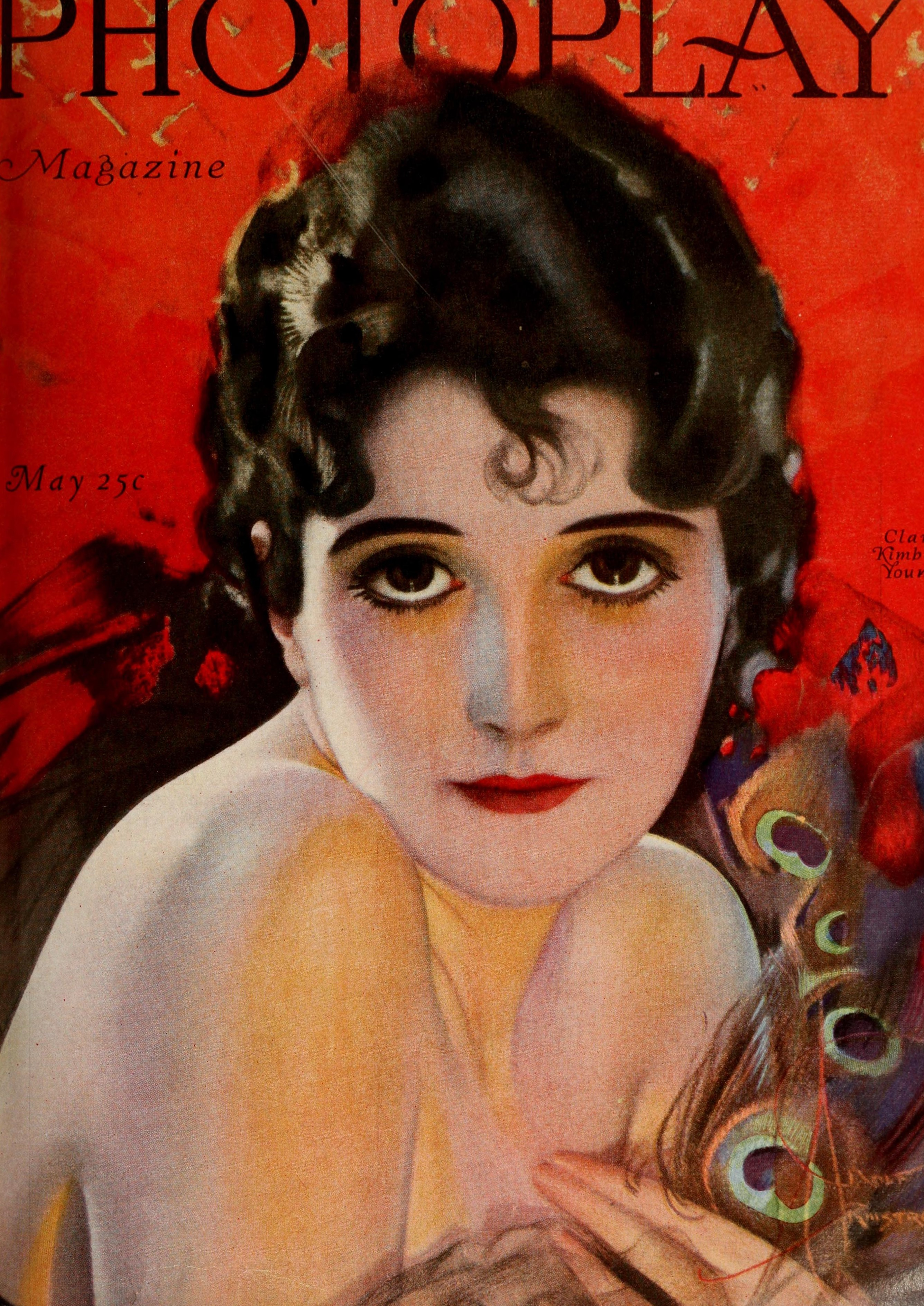
Clara Kimball Young, Photoplay, mai 1920
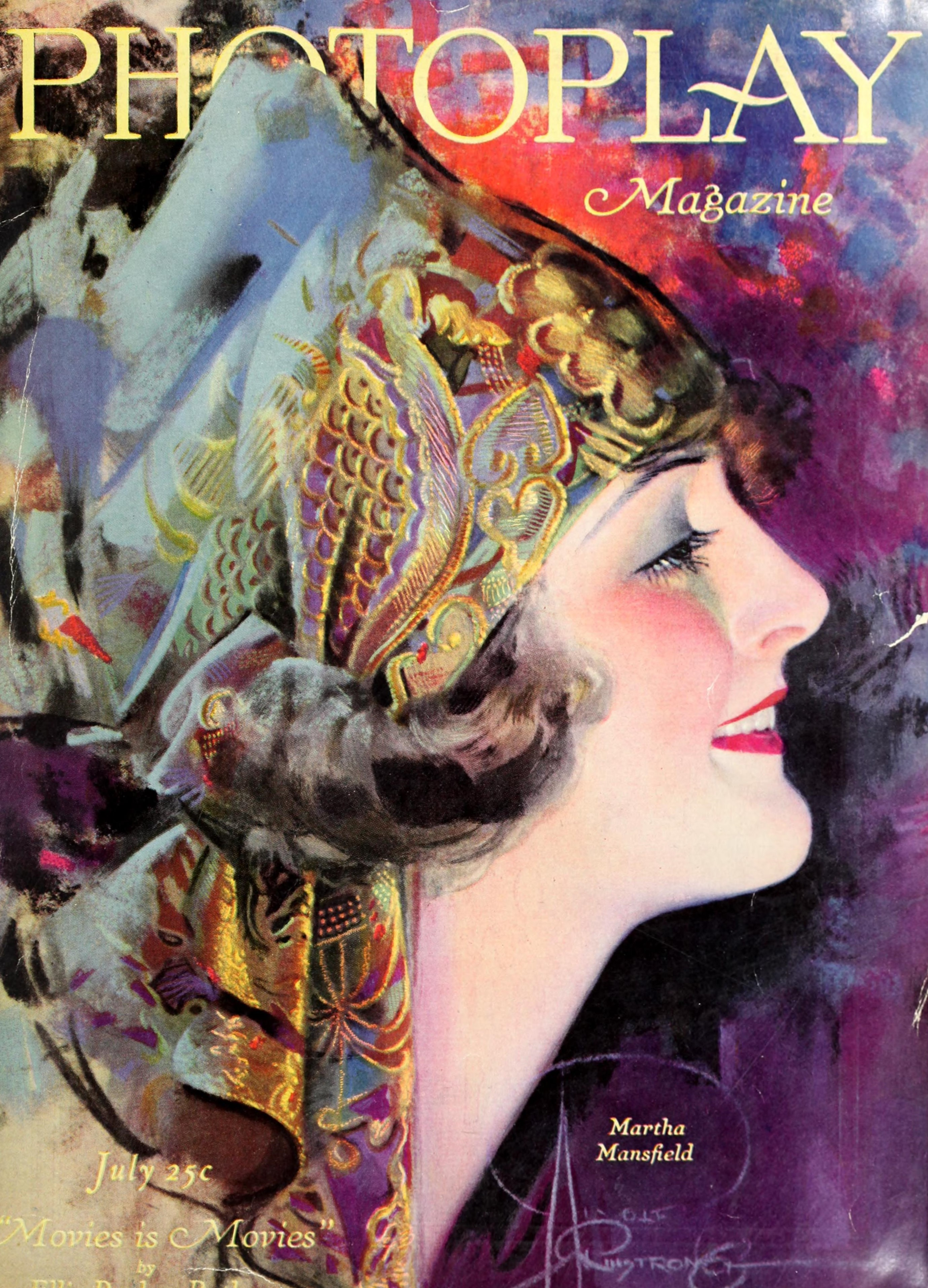
Martha Mansfield, Photoplay, juillet 1920
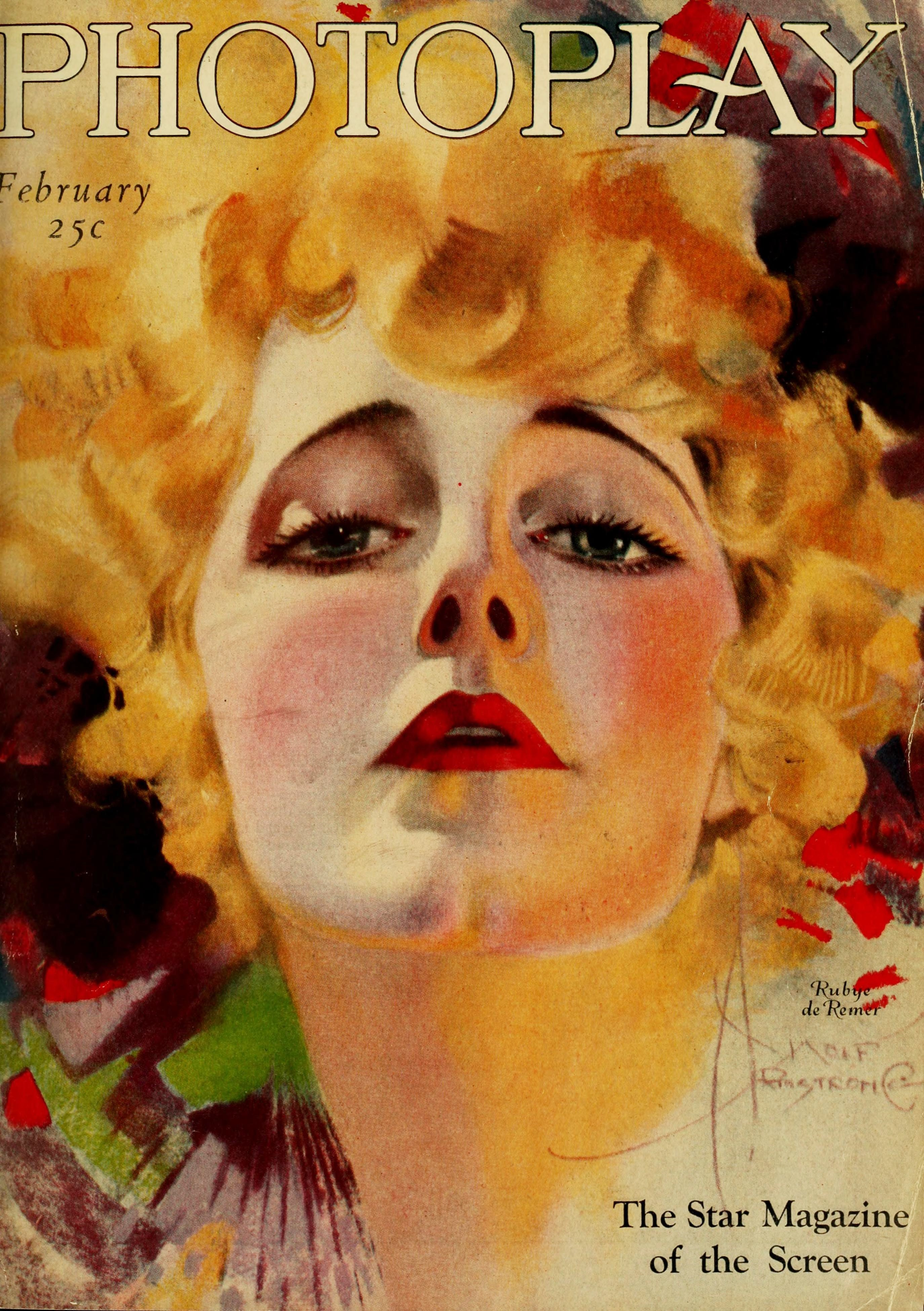
Rubye De Remer, Photoplay, février 1921
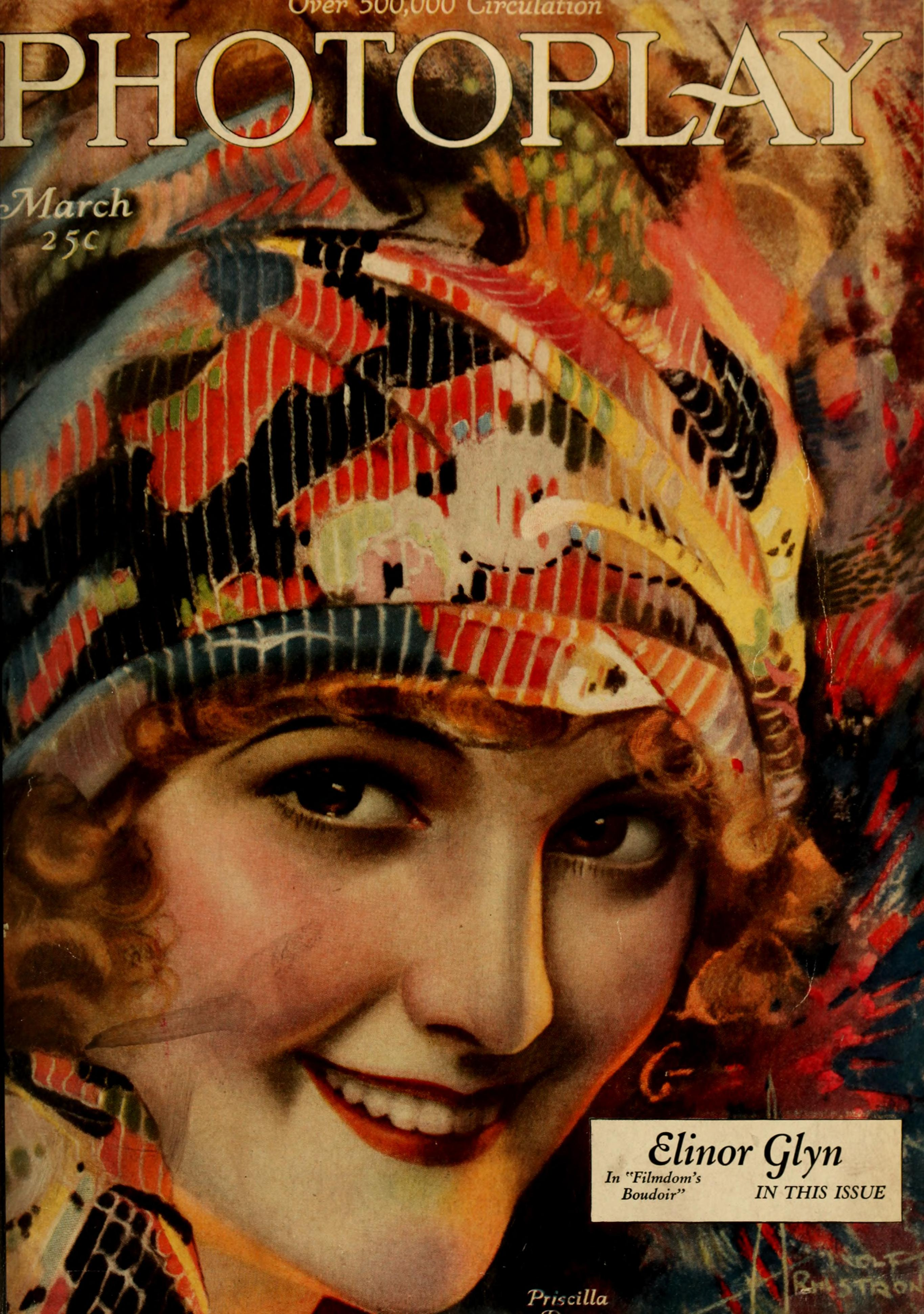
Priscilla Dean, Photoplay, mars 1921
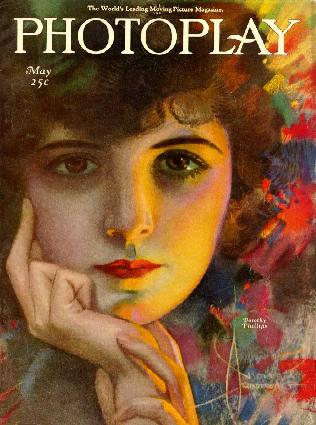
Dorothy Phillips, Photoplay, mai 1921
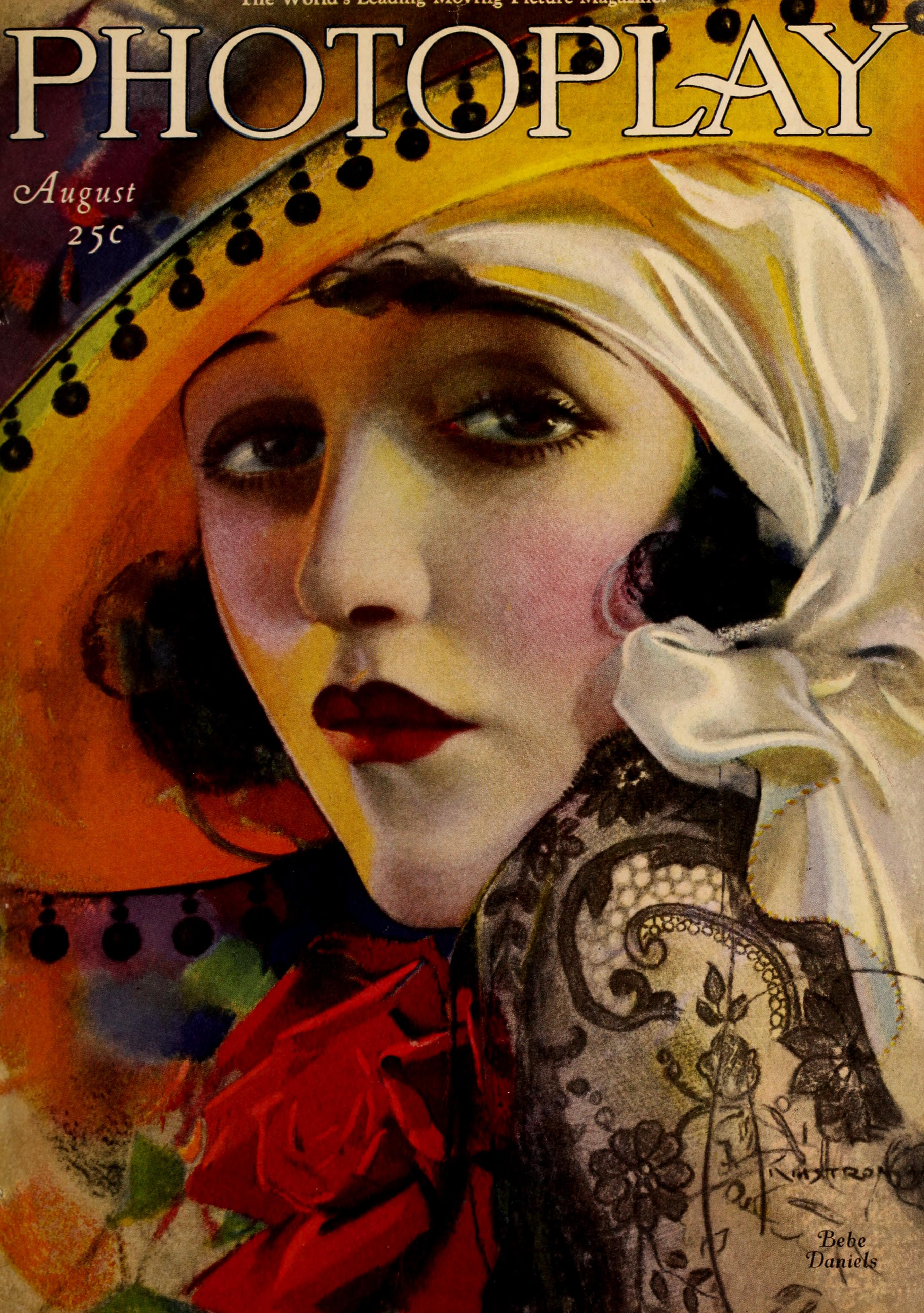
Bebe Daniels, Photoplay, août 1921
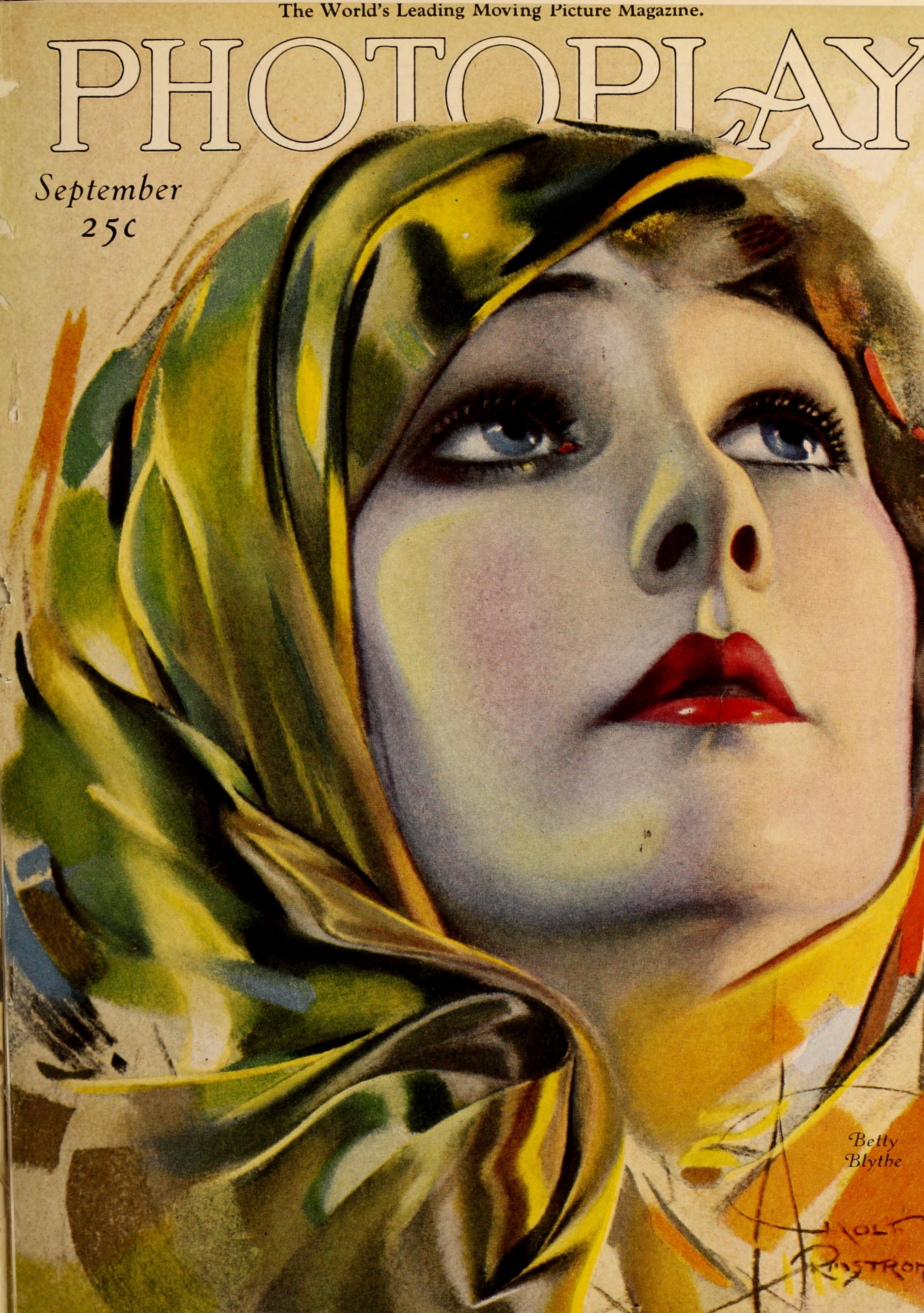
Betty Blythe, Photoplay, septembre 1921
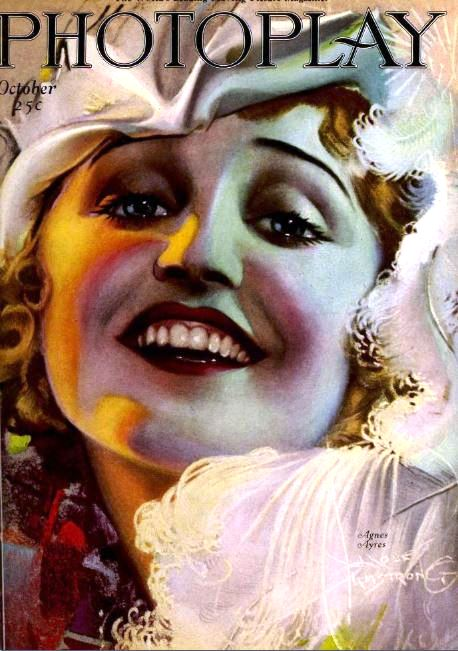
Agnes Ayres, Photoplay, octobre 1921
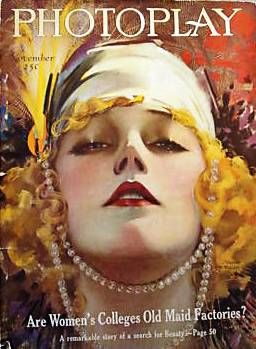
Marion Davies, Photoplay, novembre 1921
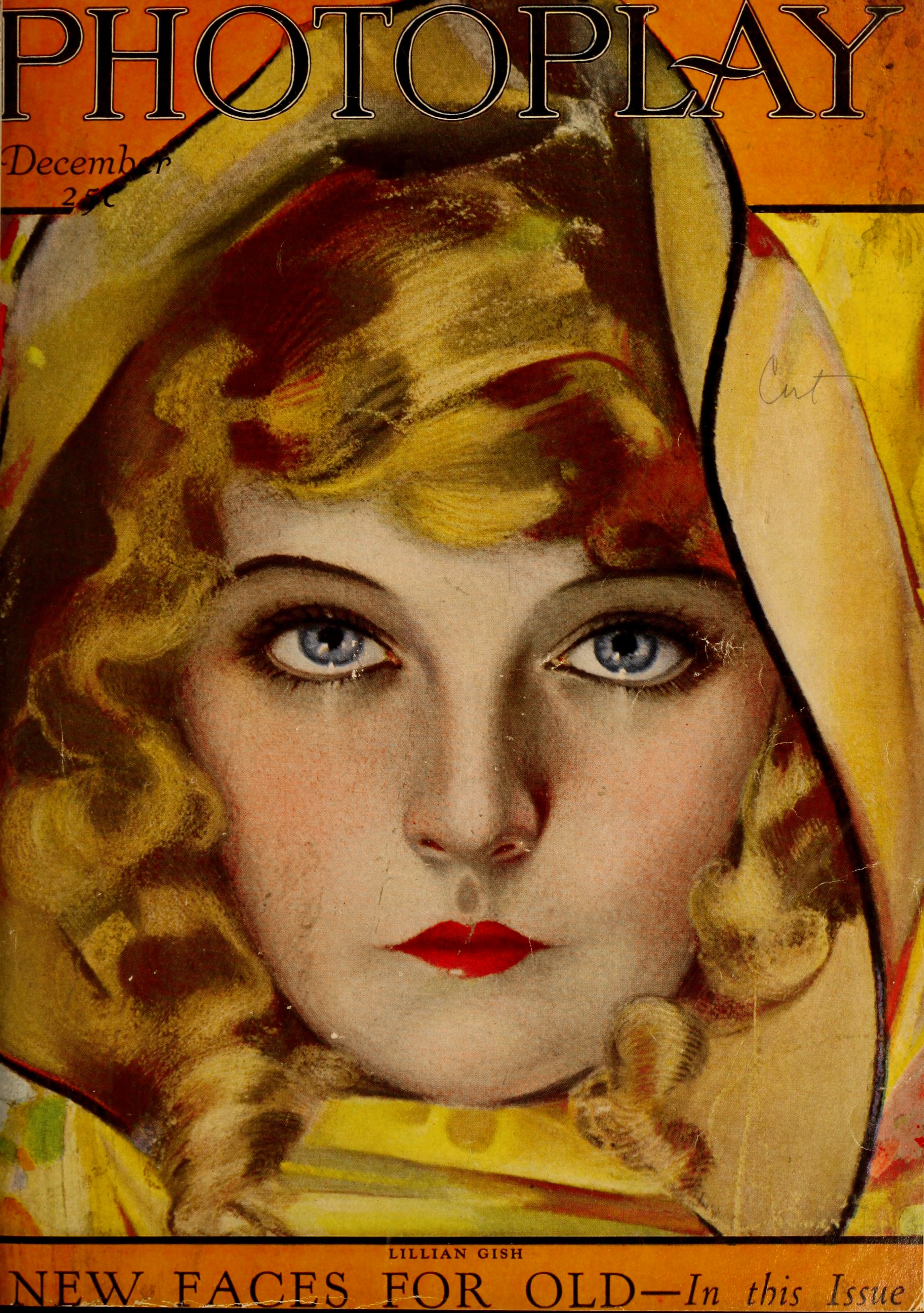
Lillian Gish, Photoplay, décembre 1921
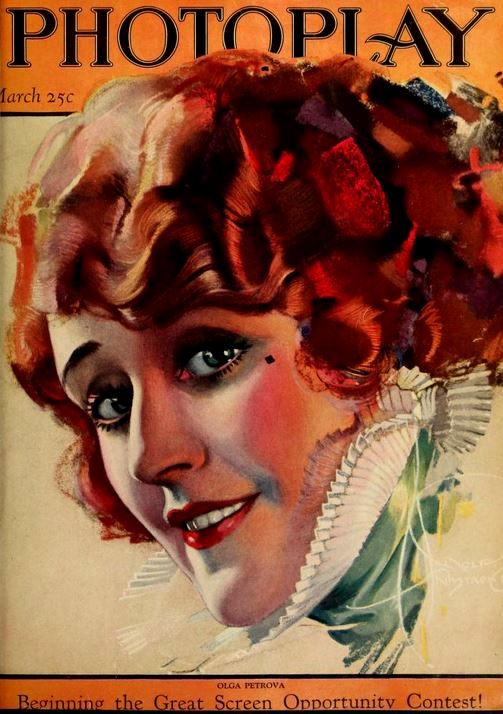
Olga Petrova, Photoplay, mars 1922
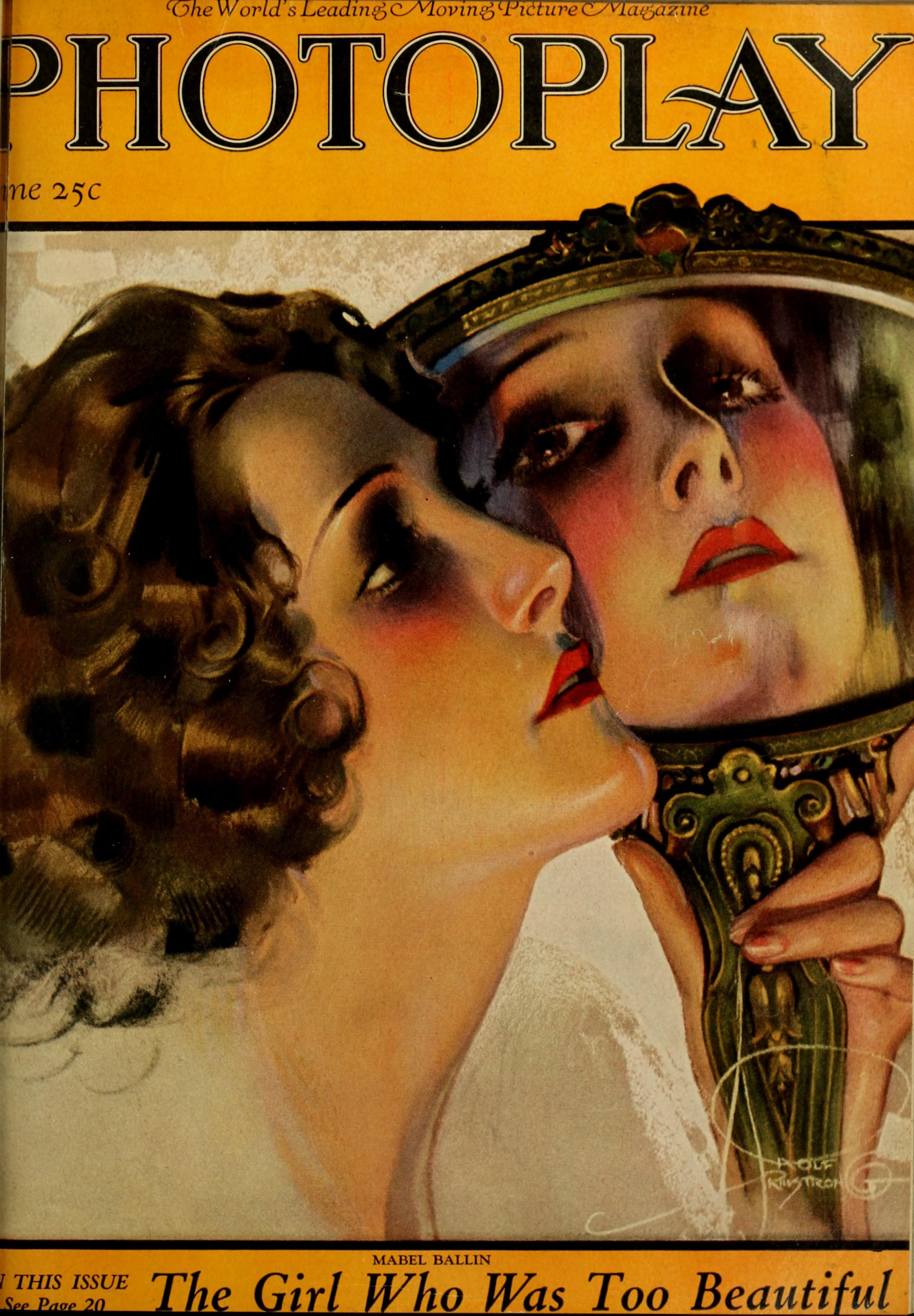
Mabel Ballin, Photoplay, juin 1922
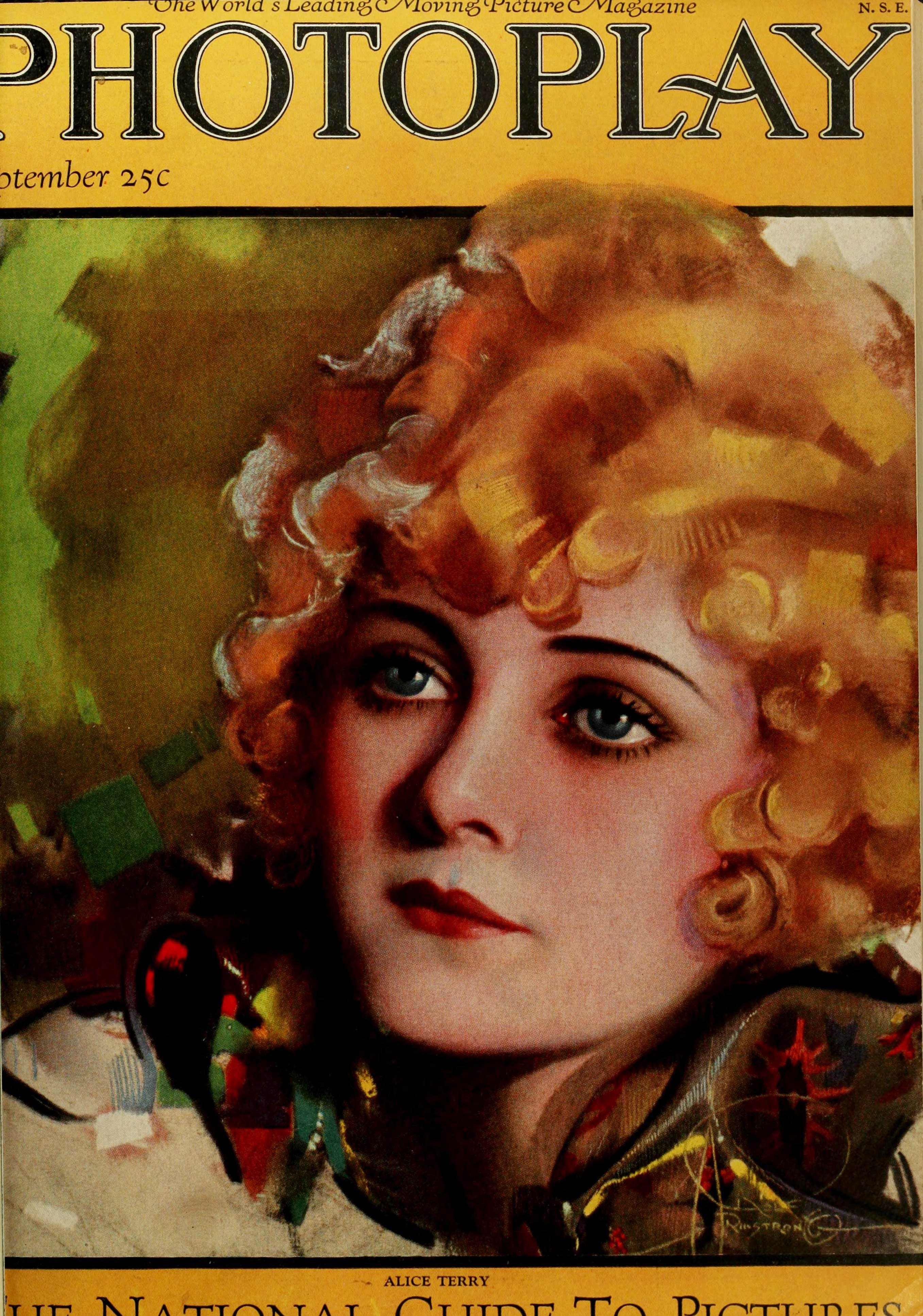
Alice Terry, Photoplay, septembre 1922
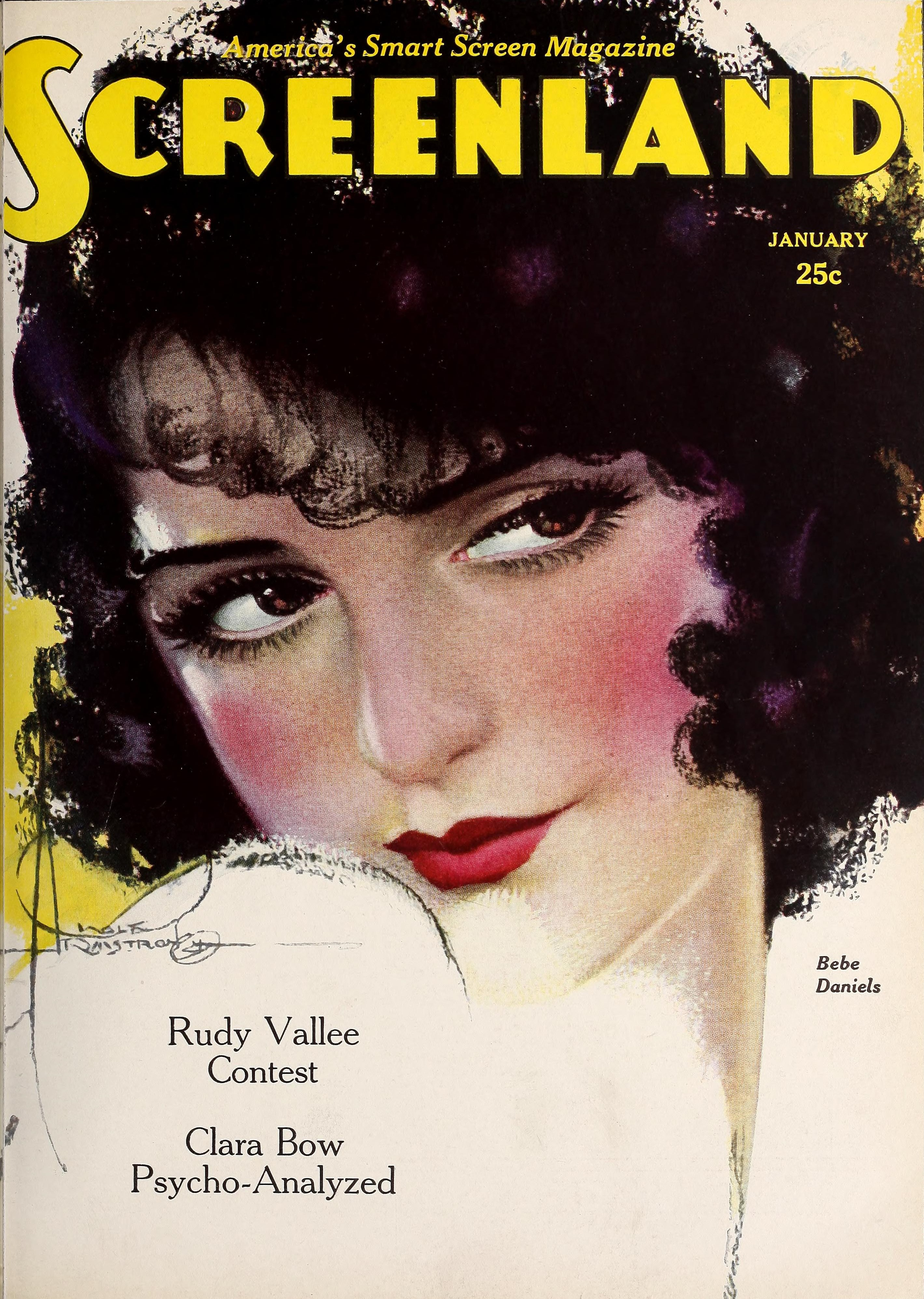
Bebe Daniels, Screenland, janvier 1930
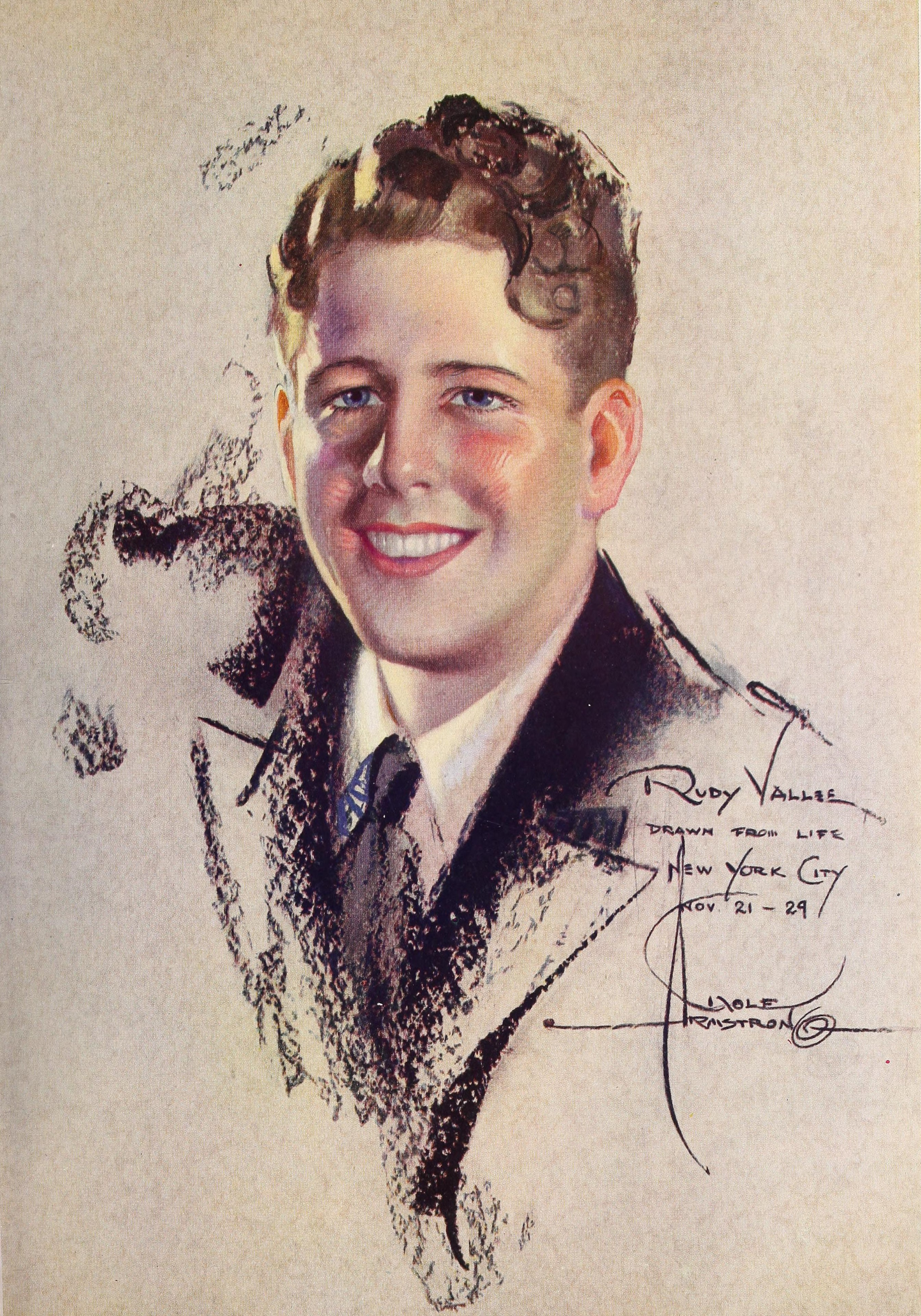
Rudy Vallée, Screenland, janvier 1930